# Gran Premi de Valònia 2024
El Gran Premi de Valònia 2024 va ser la 64a edició del Gran Premi de Valònia, una cursa ciclista d'un dia que es disputà el 18 de setembre de 2024 sobre un recorregut de 202 quilòmetres. La cursa formava part del calendari de l'UCI ProSeries 2024 amb una categoria 1.Pro.
El vencedor fou el català Roger Adrià (Red Bull-Bora-Hansgrohe), que s'imposà a l'esprint en l'arribada a Namur. Alex Aranburu (Movistar Team) i Clément Champoussin (Arkéa-B&B Hotels), segon i tercer respectivament, completaren el podi.

## Equips
L'organització convidà a 21 equips a prendre part en aquesta cursa.
| WorldTeams (9)- Alpecin-Deceuninck - Arkéa-B&B Hotels - Astana Qazaqstan Team - Cofidis - Decathlon-AG2R La Mondiale - Red Bull-Bora-Hansgrohe - Intermarché-Wanty - Movistar Team - UAE Team Emirates ProTeams (10)- Bingoal WB - Caja Rural-Seguros RGA - Team Flanders-Baloise - Euskaltel-Euskadi - Israel-Premier Tech - Lotto Dstny - Q36.5 Pro Cycling Team - TotalEnergies - Tudor Pro Cycling Team - Uno-X Mobility Equips continentals (2)- Van Rysel-Roubaix - Philippe Wagner-Bazin |
| |

## Classificació final
| \| Classificació general \| Classificació general \| Classificació general \| Classificació general \| Classificació general \| \| Corredor \| Corredor \| Equip \| Temps \| \| \| --------------------- \| ----------------------- \| ----------------------- \| --------------------- \| --------------------- \| \| 1r \| Roger Adrià Oliveras \| Red Bull-Bora-Hansgrohe \| 4h 41' 16" \| \| \| 2n \| Alexander Aranburu Deba \| Movistar Team \| + 0" \| \| \| 3r \| Clément Champoussin \| Arkéa-B&B Hotels \| + 0" \| \| \| 4t \| Biniam Girmay \| Intermarché-Wanty \| + 0" \| \| \| 5è \| Rick Pluimers \| Tudor Pro Cycling Team \| + 0" \| \| \| 6è \| Tim Wellens \| UAE Team Emirates \| + 0" \| \| \| 7è \| Quinten Hermans \| Alpecin-Deceuninck \| + 0" \| \| \| 8è \| Joseph Blackmore \| Israel-Premier Tech \| + 0" \| \| \| 9è \| Axel Zingle \| Cofidis \| + 0" \| \| \| 10è \| Rui Oliveira \| UAE Team Emirates \| + 0" \| \| |                         |                         |            |
| |                         |                         |            |
| Font: ProCyclingStats |                         |                         |            |
| Classificació general |                         |                         |            |
| Corredor | Corredor                | Equip                   | Temps      |
| 1r | Roger Adrià Oliveras    | Red Bull-Bora-Hansgrohe | 4h 41' 16" |
| 2n | Alexander Aranburu Deba | Movistar Team           | + 0"       |
| 3r | Clément Champoussin     | Arkéa-B&B Hotels        | + 0"       |
| 4t | Biniam Girmay           | Intermarché-Wanty       | + 0"       |
| 5è | Rick Pluimers           | Tudor Pro Cycling Team  | + 0"       |
| 6è | Tim Wellens             | UAE Team Emirates       | + 0"       |
| 7è | Quinten Hermans         | Alpecin-Deceuninck      | + 0"       |
| 8è | Joseph Blackmore        | Israel-Premier Tech     | + 0"       |
| 9è | Axel Zingle             | Cofidis                 | + 0"       |
| 10è | Rui Oliveira            | UAE Team Emirates       | + 0"       |

## Llista de participants
| Movistar Team MOV | Movistar Team MOV                    | Movistar Team MOV |
| ----------------- | ------------------------------------ | ----------------- |
| Núm               | Ciclista                             | Pos               |
| 1                 | Davide Cimolai (ITA)                 | 106è              |
| 2                 | Alexander Aranburu Deba (ESP) (ruta) | 2n                |
| 3                 | Johan Jacobs (SUI)                   | 62è               |
| 4                 | Mathias Norsgaard Jørgensen (DEN)    | 96è               |
| 5                 | Carlos Canal Blanco (ESP)            | 17è               |
| 6                 | Manlio Moro (ITA)                    | 122è              |
| 7                 | Gonzalo Serrano Rodríguez (ESP)      | 16è               |

| Alpecin-Deceuninck ADC | Alpecin-Deceuninck ADC | Alpecin-Deceuninck ADC |
| ---------------------- | ---------------------- | ---------------------- |
| Núm                    | Ciclista               | Pos                    |
| 11                     | Kaden Groves (AUS)     | 86è                    |
| 12                     | Quinten Hermans (BEL)  | 7è                     |
| 13                     | Senne Leysen (BEL)     | 73è                    |
| 14                     | Xandro Meurisse (BEL)  | 18è                    |
| 15                     | Oscar Riesebeek (NED)  | 84è                    |
| 16                     | Tibor Del Grosso (NED) | 44è                    |
| 17                     | Aaron Dockx (BEL)      | 74è                    |

| Arkéa-B&B Hotels ARK | Arkéa-B&B Hotels ARK      | Arkéa-B&B Hotels ARK |
| -------------------- | ------------------------- | -------------------- |
| Núm                  | Ciclista                  | Pos                  |
| 21                   | Vincenzo Albanese (ITA)   | 13è                  |
| 22                   | Louis Barré (FRA)         | DNF                  |
| 23                   | Donavan Grondin (FRA)     | DNF                  |
| 24                   | Mathis Le Berre (FRA)     | 108è                 |
| 25                   | Clément Champoussin (FRA) | 3r                   |
| 26                   | Florian Dauphin (FRA)     | 97è                  |
| 27                   | Clément Venturini (FRA)   | 20è                  |

| Astana Qazaqstan Team AST | Astana Qazaqstan Team AST    | Astana Qazaqstan Team AST |
| ------------------------- | ---------------------------- | ------------------------- |
| Núm                       | Ciclista                     | Pos                       |
| 31                        | Henok Mulubrhan (ERI) (ruta) | 82è                       |
| 32                        | Cristian Scaroni (ITA)       | DNF                       |
| 33                        | Yevgeniy Fedorov (KAZ)       | 88è                       |
| 34                        | Ide Schelling (NED)          | 128è                      |
| 35                        | Gleb Brussenskiy (KAZ)       | 126è                      |
| 36                        | Declan Trezise (AUS)         | 103è                      |
| 37                        | Aleksei Lutsenko (KAZ)       | 43è                       |

| Cofidis COF | Cofidis COF            | Cofidis COF |
| ----------- | ---------------------- | ----------- |
| Núm         | Ciclista               | Pos         |
| 41          | Guillaume Martin (FRA) | 24è         |
| 42          | Axel Zingle (FRA)      | 9è          |
| 43          | Bryan Coquard (FRA)    | 25è         |
| 44          | Aimé De Gendt (BEL)    | 35è         |
| 45          | Ben Hermans (BEL)      | 33è         |
| 46          | Nolann Mahoudo (FRA)   | 79è         |
| 47          | Stefano Oldani (ITA)   | 46è         |

| Decathlon-AG2R La Mondiale DAT | Decathlon-AG2R La Mondiale DAT | Decathlon-AG2R La Mondiale DAT |
| ------------------------------ | ------------------------------ | ------------------------------ |
| Núm                            | Ciclista                       | Pos                            |
| 51                             | Paul Lapeira (FRA) (ruta)      | 109è                           |
| 52                             | Oliver Naesen (BEL)            | 111è                           |
| 53                             | Gianluca Pollefliet (BEL)      | 130è                           |
| 54                             | Pierre Gautherat (FRA)         | 105è                           |
| 55                             | Victor Lafay (FRA)             | 107è                           |
| 56                             | Nans Peters (FRA)              | 98è                            |
| 57                             | Antoine L'Hote (FRA)           | 85è                            |

| Intermarché-Wanty IWA | Intermarché-Wanty IWA  | Intermarché-Wanty IWA |
| --------------------- | ---------------------- | --------------------- |
| Núm                   | Ciclista               | Pos                   |
| 61                    | Vito Braet (BEL)       | NP                    |
| 62                    | Biniam Girmay (ERI)    | 4t                    |
| 63                    | Lorenzo Rota (ITA)     | 22è                   |
| 64                    | Simone Gualdi (ITA)    | 76è                   |
| 65                    | Hugo Page (FRA)        | 135è                  |
| 66                    | Mike Teunissen (NED)   | 78è                   |
| 67                    | Georg Zimmermann (GER) | 32è                   |

| Red Bull-Bora-Hansgrohe RBH | Red Bull-Bora-Hansgrohe RBH  | Red Bull-Bora-Hansgrohe RBH |
| --------------------------- | ---------------------------- | --------------------------- |
| Núm                         | Ciclista                     | Pos                         |
| 71                          | Marco Haller (AUT)           | 116è                        |
| 72                          | Roger Adrià Oliveras (ESP)   | 1r                          |
| 73                          | Alexander Hajek (AUT) (ruta) | 56è                         |
| 74                          | Emil Herzog (GER)            | 61è                         |
| 75                          | Ryan Mullen (IRL)            | 95è                         |
| 76                          | Ben Zwiehoff (GER)           | 60è                         |
| 77                          | Sam Welsford (AUS)           | 115è                        |

| UAE Team Emirates UAD | UAE Team Emirates UAD            | UAE Team Emirates UAD |
| --------------------- | -------------------------------- | --------------------- |
| Núm                   | Ciclista                         | Pos                   |
| 81                    | Filippo Baroncini (ITA)          | 41è                   |
| 82                    | Álvaro Hodeg Chagui (COL)        | 117è                  |
| 83                    | Vegard Stake Laengen (NOR)       | 83è                   |
| 84                    | Sebastián Molano Benavides (COL) | 120è                  |
| 85                    | António Morgado (POR)            | 30è                   |
| 86                    | Rui Oliveira (POR)               | 10è                   |
| 87                    | Tim Wellens (BEL)                | 6è                    |

| Bingoal WB BWB | Bingoal WB BWB          | Bingoal WB BWB |
| -------------- | ----------------------- | -------------- |
| Núm            | Ciclista                | Pos            |
| 91             | Floris De Tier (BEL)    | 19è            |
| 92             | Louka Matthys (BEL)     | 42è            |
| 93             | Johan Meens (BEL)       | 125è           |
| 94             | Michiel Lambrecht (BEL) | 91è            |
| 95             | Marco Tizza (ITA)       | 36è            |
| 96             | Giacomo Villa (ITA)     | 38è            |
| 97             | Loïc Vliegen (BEL)      | 102è           |

| Caja Rural-Seguros RGA CJR | Caja Rural-Seguros RGA CJR     | Caja Rural-Seguros RGA CJR |
| -------------------------- | ------------------------------ | -------------------------- |
| Núm                        | Ciclista                       | Pos                        |
| 101                        | David González López (ESP)     | 55è                        |
| 102                        | Mulu Hailemichael (ETH)        | 101è                       |
| 103                        | Julen Arriola-Bengoa (ESP)     | 89è                        |
| 104                        | Joseba López (ESP)             | 29è                        |
| 105                        | Eduard Prades i Reverter (ESP) | 11è                        |
| 106                        | Michal Schlegel (CZE)          | 133è                       |
| 107                        | Gorka Sorarrain (ESP)          | 31è                        |

| Euskaltel-Euskadi EUS | Euskaltel-Euskadi EUS          | Euskaltel-Euskadi EUS |
| --------------------- | ------------------------------ | --------------------- |
| Núm                   | Ciclista                       | Pos                   |
| 111                   | Jon Aberasturi Izaga (ESP)     | 121è                  |
| 112                   | Xabier Berasategi (ESP)        | 21è                   |
| 113                   | Gotzon Martín (ESP)            | 23è                   |
| 114                   | Xabier Isasa (ESP)             | 81è                   |
| 115                   | Andoni López de Abetxuko (ESP) | 127è                  |
| 116                   | Asier Etxeberria (ESP)         | 132è                  |
| 117                   | Nicolás Alustiza (ESP)         | 134è                  |

| Israel-Premier Tech IPT | Israel-Premier Tech IPT  | Israel-Premier Tech IPT |
| ----------------------- | ------------------------ | ----------------------- |
| Núm                     | Ciclista                 | Pos                     |
| 121                     | Joseph Blackmore (GBR)   | 8è                      |
| 122                     | Simon Clarke (AUS)       | DNF                     |
| 123                     | Mason Hollyman (GBR)     | 45è                     |
| 124                     | Nick Schultz (AUS)       | 37è                     |
| 125                     | Riley Sheehan (USA)      | 66è                     |
| 126                     | Mads Würtz Schmidt (DEN) | 57è                     |
| 127                     | Jake Stewart (GBR)       | 50è                     |

| Lotto Dstny LTD | Lotto Dstny LTD              | Lotto Dstny LTD |
| --------------- | ---------------------------- | --------------- |
| Núm             | Ciclista                     | Pos             |
| 131             | Jenno Berckmoes (BEL)        | 52è             |
| 132             | Jasper De Buyst (BEL)        | 63è             |
| 133             | Thomas De Gendt (BEL)        | 131è            |
| 134             | Arnaud De Lie (BEL) (ruta)   | 27è             |
| 135             | Sébastien Grignard (BEL)     | 94è             |
| 136             | Steffen De Schuyteneer (BEL) | 92è             |
| 137             | Liam Slock (BEL)             | 87è             |

| Q36.5 Pro Cycling Team Q36 | Q36.5 Pro Cycling Team Q36 | Q36.5 Pro Cycling Team Q36 |
| -------------------------- | -------------------------- | -------------------------- |
| Núm                        | Ciclista                   | Pos                        |
| 141                        | Fabio Christen (SUI)       | 12è                        |
| 142                        | Jelte Krijnsen (NED)       | 70è                        |
| 143                        | Cyrus Monk (AUS)           | 72è                        |
| 144                        | Joey Rosskopf (USA)        | 77è                        |
| 145                        | Jan Sommer (SUI)           | 124è                       |
| 146                        | Jannik Steimle (GER)       | 69è                        |
| 147                        | Nickolas Zukowsky (CAN)    | 67è                        |

| Team Flanders-Baloise TFB | Team Flanders-Baloise TFB | Team Flanders-Baloise TFB |
| ------------------------- | ------------------------- | ------------------------- |
| Núm                       | Ciclista                  | Pos                       |
| 151                       | Arno Claeys (BEL)         | 93è                       |
| 152                       | Alex Colman (BEL)         | 75è                       |
| 153                       | Lindsay De Vylder (BEL)   | 49è                       |
| 154                       | Jasper Dejaegher (BEL)    | DNF                       |
| 155                       | Dylan Vandenstorme (BEL)  | 28è                       |
| 156                       | Yentl Vandevelde (BEL)    | DNF                       |
| 157                       | Ward Vanhoof (BEL)        | 40è                       |

| TotalEnergies TEN | TotalEnergies TEN        | TotalEnergies TEN |
| ----------------- | ------------------------ | ----------------- |
| Núm               | Ciclista                 | Pos               |
| 161               | Mathieu Burgaudeau (FRA) | 14è               |
| 162               | Émilien Jeannière (FRA)  | 26è               |
| 163               | Lorrenzo Manzin (FRA)    | 99è               |
| 164               | Julien Simon (FRA)       | NP                |
| 165               | Fabien Grellier (FRA)    | 58è               |
| 166               | Geoffrey Soupe (FRA)     | 68è               |
| 167               | Sandy Dujardin (FRA)     | 53è               |

| Tudor Pro Cycling Team TUD | Tudor Pro Cycling Team TUD  | Tudor Pro Cycling Team TUD |
| -------------------------- | --------------------------- | -------------------------- |
| Núm                        | Ciclista                    | Pos                        |
| 171                        | Nils Brun (SUI)             | 54è                        |
| 172                        | Jacob Eriksson (SWE) (ruta) | 113è                       |
| 173                        | Aloïs Charrin (FRA)         | 129è                       |
| 174                        | Simon Pellaud (SUI)         | 110è                       |
| 175                        | Rick Pluimers (NED)         | 5è                         |
| 176                        | Miká Heming (GER)           | 104è                       |
| 177                        | Matteo Trentin (ITA)        | 51è                        |

| Uno-X Mobility UXM | Uno-X Mobility UXM           | Uno-X Mobility UXM |
| ------------------ | ---------------------------- | ------------------ |
| Núm                | Ciclista                     | Pos                |
| 181                | Jonas Abrahamsen (NOR)       | 15è                |
| 182                | William Blume Levy (DEN)     | 59è                |
| 183                | Sakarias Koller Løland (NOR) | 112è               |
| 184                | Niklas Larsen (DEN)          | DNF                |
| 185                | Søren Wærenskjold (NOR)      | 114è               |
| 186                | Simon Dalby (DEN)            | 48è                |
| 187                | Erik Nordsæter Resell (NOR)  | 71è                |

| Philippe Wagner-Bazin PWB | Philippe Wagner-Bazin PWB   | Philippe Wagner-Bazin PWB |
| ------------------------- | --------------------------- | ------------------------- |
| Núm                       | Ciclista                    | Pos                       |
| 191                       | Quentin Bezza (FRA)         | 64è                       |
| 192                       | Sean Bero (BEL)             | 119è                      |
| 193                       | Theo Bonnet (BEL)           | 90è                       |
| 195                       | Gwen Leclainche (FRA)       | 118è                      |
| 196                       | Tristan Scherpenbergh (BEL) | 65è                       |

| Van Rysel-Roubaix VRR | Van Rysel-Roubaix VRR     | Van Rysel-Roubaix VRR |
| --------------------- | ------------------------- | --------------------- |
| Núm                   | Ciclista                  | Pos                   |
| 201                   | Rémi Capron (FRA)         | 39è                   |
| 202                   | Célestin Guillon (FRA)    | 80è                   |
| 203                   | Maxime Jarnet (FRA)       | 34è                   |
| 204                   | Maximilien Juillard (FRA) | 47è                   |
| 205                   | Jérémy Leveau (FRA)       | 100è                  |
| 206                   | Kenny Molly (BEL)         |                       |

| Movistar Team MOV | Movistar Team MOV                    | Movistar Team MOV |
| ----------------- | ------------------------------------ | ----------------- |
| Núm               | Ciclista                             | Pos               |
| 1                 | Davide Cimolai (ITA)                 | 106è              |
| 2                 | Alexander Aranburu Deba (ESP) (ruta) | 2n                |
| 3                 | Johan Jacobs (SUI)                   | 62è               |
| 4                 | Mathias Norsgaard Jørgensen (DEN)    | 96è               |
| 5                 | Carlos Canal Blanco (ESP)            | 17è               |
| 6                 | Manlio Moro (ITA)                    | 122è              |
| 7                 | Gonzalo Serrano Rodríguez (ESP)      | 16è               |

| Alpecin-Deceuninck ADC | Alpecin-Deceuninck ADC | Alpecin-Deceuninck ADC |
| ---------------------- | ---------------------- | ---------------------- |
| Núm                    | Ciclista               | Pos                    |
| 11                     | Kaden Groves (AUS)     | 86è                    |
| 12                     | Quinten Hermans (BEL)  | 7è                     |
| 13                     | Senne Leysen (BEL)     | 73è                    |
| 14                     | Xandro Meurisse (BEL)  | 18è                    |
| 15                     | Oscar Riesebeek (NED)  | 84è                    |
| 16                     | Tibor Del Grosso (NED) | 44è                    |
| 17                     | Aaron Dockx (BEL)      | 74è                    |

| Arkéa-B&B Hotels ARK | Arkéa-B&B Hotels ARK      | Arkéa-B&B Hotels ARK |
| -------------------- | ------------------------- | -------------------- |
| Núm                  | Ciclista                  | Pos                  |
| 21                   | Vincenzo Albanese (ITA)   | 13è                  |
| 22                   | Louis Barré (FRA)         | DNF                  |
| 23                   | Donavan Grondin (FRA)     | DNF                  |
| 24                   | Mathis Le Berre (FRA)     | 108è                 |
| 25                   | Clément Champoussin (FRA) | 3r                   |
| 26                   | Florian Dauphin (FRA)     | 97è                  |
| 27                   | Clément Venturini (FRA)   | 20è                  |

| Astana Qazaqstan Team AST | Astana Qazaqstan Team AST    | Astana Qazaqstan Team AST |
| ------------------------- | ---------------------------- | ------------------------- |
| Núm                       | Ciclista                     | Pos                       |
| 31                        | Henok Mulubrhan (ERI) (ruta) | 82è                       |
| 32                        | Cristian Scaroni (ITA)       | DNF                       |
| 33                        | Yevgeniy Fedorov (KAZ)       | 88è                       |
| 34                        | Ide Schelling (NED)          | 128è                      |
| 35                        | Gleb Brussenskiy (KAZ)       | 126è                      |
| 36                        | Declan Trezise (AUS)         | 103è                      |
| 37                        | Aleksei Lutsenko (KAZ)       | 43è                       |

| Cofidis COF | Cofidis COF            | Cofidis COF |
| ----------- | ---------------------- | ----------- |
| Núm         | Ciclista               | Pos         |
| 41          | Guillaume Martin (FRA) | 24è         |
| 42          | Axel Zingle (FRA)      | 9è          |
| 43          | Bryan Coquard (FRA)    | 25è         |
| 44          | Aimé De Gendt (BEL)    | 35è         |
| 45          | Ben Hermans (BEL)      | 33è         |
| 46          | Nolann Mahoudo (FRA)   | 79è         |
| 47          | Stefano Oldani (ITA)   | 46è         |

| Decathlon-AG2R La Mondiale DAT | Decathlon-AG2R La Mondiale DAT | Decathlon-AG2R La Mondiale DAT |
| ------------------------------ | ------------------------------ | ------------------------------ |
| Núm                            | Ciclista                       | Pos                            |
| 51                             | Paul Lapeira (FRA) (ruta)      | 109è                           |
| 52                             | Oliver Naesen (BEL)            | 111è                           |
| 53                             | Gianluca Pollefliet (BEL)      | 130è                           |
| 54                             | Pierre Gautherat (FRA)         | 105è                           |
| 55                             | Victor Lafay (FRA)             | 107è                           |
| 56                             | Nans Peters (FRA)              | 98è                            |
| 57                             | Antoine L'Hote (FRA)           | 85è                            |

| Intermarché-Wanty IWA | Intermarché-Wanty IWA  | Intermarché-Wanty IWA |
| --------------------- | ---------------------- | --------------------- |
| Núm                   | Ciclista               | Pos                   |
| 61                    | Vito Braet (BEL)       | NP                    |
| 62                    | Biniam Girmay (ERI)    | 4t                    |
| 63                    | Lorenzo Rota (ITA)     | 22è                   |
| 64                    | Simone Gualdi (ITA)    | 76è                   |
| 65                    | Hugo Page (FRA)        | 135è                  |
| 66                    | Mike Teunissen (NED)   | 78è                   |
| 67                    | Georg Zimmermann (GER) | 32è                   |

| Red Bull-Bora-Hansgrohe RBH | Red Bull-Bora-Hansgrohe RBH  | Red Bull-Bora-Hansgrohe RBH |
| --------------------------- | ---------------------------- | --------------------------- |
| Núm                         | Ciclista                     | Pos                         |
| 71                          | Marco Haller (AUT)           | 116è                        |
| 72                          | Roger Adrià Oliveras (ESP)   | 1r                          |
| 73                          | Alexander Hajek (AUT) (ruta) | 56è                         |
| 74                          | Emil Herzog (GER)            | 61è                         |
| 75                          | Ryan Mullen (IRL)            | 95è                         |
| 76                          | Ben Zwiehoff (GER)           | 60è                         |
| 77                          | Sam Welsford (AUS)           | 115è                        |

| UAE Team Emirates UAD | UAE Team Emirates UAD            | UAE Team Emirates UAD |
| --------------------- | -------------------------------- | --------------------- |
| Núm                   | Ciclista                         | Pos                   |
| 81                    | Filippo Baroncini (ITA)          | 41è                   |
| 82                    | Álvaro Hodeg Chagui (COL)        | 117è                  |
| 83                    | Vegard Stake Laengen (NOR)       | 83è                   |
| 84                    | Sebastián Molano Benavides (COL) | 120è                  |
| 85                    | António Morgado (POR)            | 30è                   |
| 86                    | Rui Oliveira (POR)               | 10è                   |
| 87                    | Tim Wellens (BEL)                | 6è                    |

| Bingoal WB BWB | Bingoal WB BWB          | Bingoal WB BWB |
| -------------- | ----------------------- | -------------- |
| Núm            | Ciclista                | Pos            |
| 91             | Floris De Tier (BEL)    | 19è            |
| 92             | Louka Matthys (BEL)     | 42è            |
| 93             | Johan Meens (BEL)       | 125è           |
| 94             | Michiel Lambrecht (BEL) | 91è            |
| 95             | Marco Tizza (ITA)       | 36è            |
| 96             | Giacomo Villa (ITA)     | 38è            |
| 97             | Loïc Vliegen (BEL)      | 102è           |

| Caja Rural-Seguros RGA CJR | Caja Rural-Seguros RGA CJR     | Caja Rural-Seguros RGA CJR |
| -------------------------- | ------------------------------ | -------------------------- |
| Núm                        | Ciclista                       | Pos                        |
| 101                        | David González López (ESP)     | 55è                        |
| 102                        | Mulu Hailemichael (ETH)        | 101è                       |
| 103                        | Julen Arriola-Bengoa (ESP)     | 89è                        |
| 104                        | Joseba López (ESP)             | 29è                        |
| 105                        | Eduard Prades i Reverter (ESP) | 11è                        |
| 106                        | Michal Schlegel (CZE)          | 133è                       |
| 107                        | Gorka Sorarrain (ESP)          | 31è                        |

| Euskaltel-Euskadi EUS | Euskaltel-Euskadi EUS          | Euskaltel-Euskadi EUS |
| --------------------- | ------------------------------ | --------------------- |
| Núm                   | Ciclista                       | Pos                   |
| 111                   | Jon Aberasturi Izaga (ESP)     | 121è                  |
| 112                   | Xabier Berasategi (ESP)        | 21è                   |
| 113                   | Gotzon Martín (ESP)            | 23è                   |
| 114                   | Xabier Isasa (ESP)             | 81è                   |
| 115                   | Andoni López de Abetxuko (ESP) | 127è                  |
| 116                   | Asier Etxeberria (ESP)         | 132è                  |
| 117                   | Nicolás Alustiza (ESP)         | 134è                  |

| Israel-Premier Tech IPT | Israel-Premier Tech IPT  | Israel-Premier Tech IPT |
| ----------------------- | ------------------------ | ----------------------- |
| Núm                     | Ciclista                 | Pos                     |
| 121                     | Joseph Blackmore (GBR)   | 8è                      |
| 122                     | Simon Clarke (AUS)       | DNF                     |
| 123                     | Mason Hollyman (GBR)     | 45è                     |
| 124                     | Nick Schultz (AUS)       | 37è                     |
| 125                     | Riley Sheehan (USA)      | 66è                     |
| 126                     | Mads Würtz Schmidt (DEN) | 57è                     |
| 127                     | Jake Stewart (GBR)       | 50è                     |

| Lotto Dstny LTD | Lotto Dstny LTD              | Lotto Dstny LTD |
| --------------- | ---------------------------- | --------------- |
| Núm             | Ciclista                     | Pos             |
| 131             | Jenno Berckmoes (BEL)        | 52è             |
| 132             | Jasper De Buyst (BEL)        | 63è             |
| 133             | Thomas De Gendt (BEL)        | 131è            |
| 134             | Arnaud De Lie (BEL) (ruta)   | 27è             |
| 135             | Sébastien Grignard (BEL)     | 94è             |
| 136             | Steffen De Schuyteneer (BEL) | 92è             |
| 137             | Liam Slock (BEL)             | 87è             |

| Q36.5 Pro Cycling Team Q36 | Q36.5 Pro Cycling Team Q36 | Q36.5 Pro Cycling Team Q36 |
| -------------------------- | -------------------------- | -------------------------- |
| Núm                        | Ciclista                   | Pos                        |
| 141                        | Fabio Christen (SUI)       | 12è                        |
| 142                        | Jelte Krijnsen (NED)       | 70è                        |
| 143                        | Cyrus Monk (AUS)           | 72è                        |
| 144                        | Joey Rosskopf (USA)        | 77è                        |
| 145                        | Jan Sommer (SUI)           | 124è                       |
| 146                        | Jannik Steimle (GER)       | 69è                        |
| 147                        | Nickolas Zukowsky (CAN)    | 67è                        |

| Team Flanders-Baloise TFB | Team Flanders-Baloise TFB | Team Flanders-Baloise TFB |
| ------------------------- | ------------------------- | ------------------------- |
| Núm                       | Ciclista                  | Pos                       |
| 151                       | Arno Claeys (BEL)         | 93è                       |
| 152                       | Alex Colman (BEL)         | 75è                       |
| 153                       | Lindsay De Vylder (BEL)   | 49è                       |
| 154                       | Jasper Dejaegher (BEL)    | DNF                       |
| 155                       | Dylan Vandenstorme (BEL)  | 28è                       |
| 156                       | Yentl Vandevelde (BEL)    | DNF                       |
| 157                       | Ward Vanhoof (BEL)        | 40è                       |

| TotalEnergies TEN | TotalEnergies TEN        | TotalEnergies TEN |
| ----------------- | ------------------------ | ----------------- |
| Núm               | Ciclista                 | Pos               |
| 161               | Mathieu Burgaudeau (FRA) | 14è               |
| 162               | Émilien Jeannière (FRA)  | 26è               |
| 163               | Lorrenzo Manzin (FRA)    | 99è               |
| 164               | Julien Simon (FRA)       | NP                |
| 165               | Fabien Grellier (FRA)    | 58è               |
| 166               | Geoffrey Soupe (FRA)     | 68è               |
| 167               | Sandy Dujardin (FRA)     | 53è               |

| Tudor Pro Cycling Team TUD | Tudor Pro Cycling Team TUD  | Tudor Pro Cycling Team TUD |
| -------------------------- | --------------------------- | -------------------------- |
| Núm                        | Ciclista                    | Pos                        |
| 171                        | Nils Brun (SUI)             | 54è                        |
| 172                        | Jacob Eriksson (SWE) (ruta) | 113è                       |
| 173                        | Aloïs Charrin (FRA)         | 129è                       |
| 174                        | Simon Pellaud (SUI)         | 110è                       |
| 175                        | Rick Pluimers (NED)         | 5è                         |
| 176                        | Miká Heming (GER)           | 104è                       |
| 177                        | Matteo Trentin (ITA)        | 51è                        |

| Uno-X Mobility UXM | Uno-X Mobility UXM           | Uno-X Mobility UXM |
| ------------------ | ---------------------------- | ------------------ |
| Núm                | Ciclista                     | Pos                |
| 181                | Jonas Abrahamsen (NOR)       | 15è                |
| 182                | William Blume Levy (DEN)     | 59è                |
| 183                | Sakarias Koller Løland (NOR) | 112è               |
| 184                | Niklas Larsen (DEN)          | DNF                |
| 185                | Søren Wærenskjold (NOR)      | 114è               |
| 186                | Simon Dalby (DEN)            | 48è                |
| 187                | Erik Nordsæter Resell (NOR)  | 71è                |

| Philippe Wagner-Bazin PWB | Philippe Wagner-Bazin PWB   | Philippe Wagner-Bazin PWB |
| ------------------------- | --------------------------- | ------------------------- |
| Núm                       | Ciclista                    | Pos                       |
| 191                       | Quentin Bezza (FRA)         | 64è                       |
| 192                       | Sean Bero (BEL)             | 119è                      |
| 193                       | Theo Bonnet (BEL)           | 90è                       |
| 195                       | Gwen Leclainche (FRA)       | 118è                      |
| 196                       | Tristan Scherpenbergh (BEL) | 65è                       |

| Van Rysel-Roubaix VRR | Van Rysel-Roubaix VRR     | Van Rysel-Roubaix VRR |
| --------------------- | ------------------------- | --------------------- |
| Núm                   | Ciclista                  | Pos                   |
| 201                   | Rémi Capron (FRA)         | 39è                   |
| 202                   | Célestin Guillon (FRA)    | 80è                   |
| 203                   | Maxime Jarnet (FRA)       | 34è                   |
| 204                   | Maximilien Juillard (FRA) | 47è                   |
| 205                   | Jérémy Leveau (FRA)       | 100è                  |
| 206                   | Kenny Molly (BEL)         |                       |